# Ingund

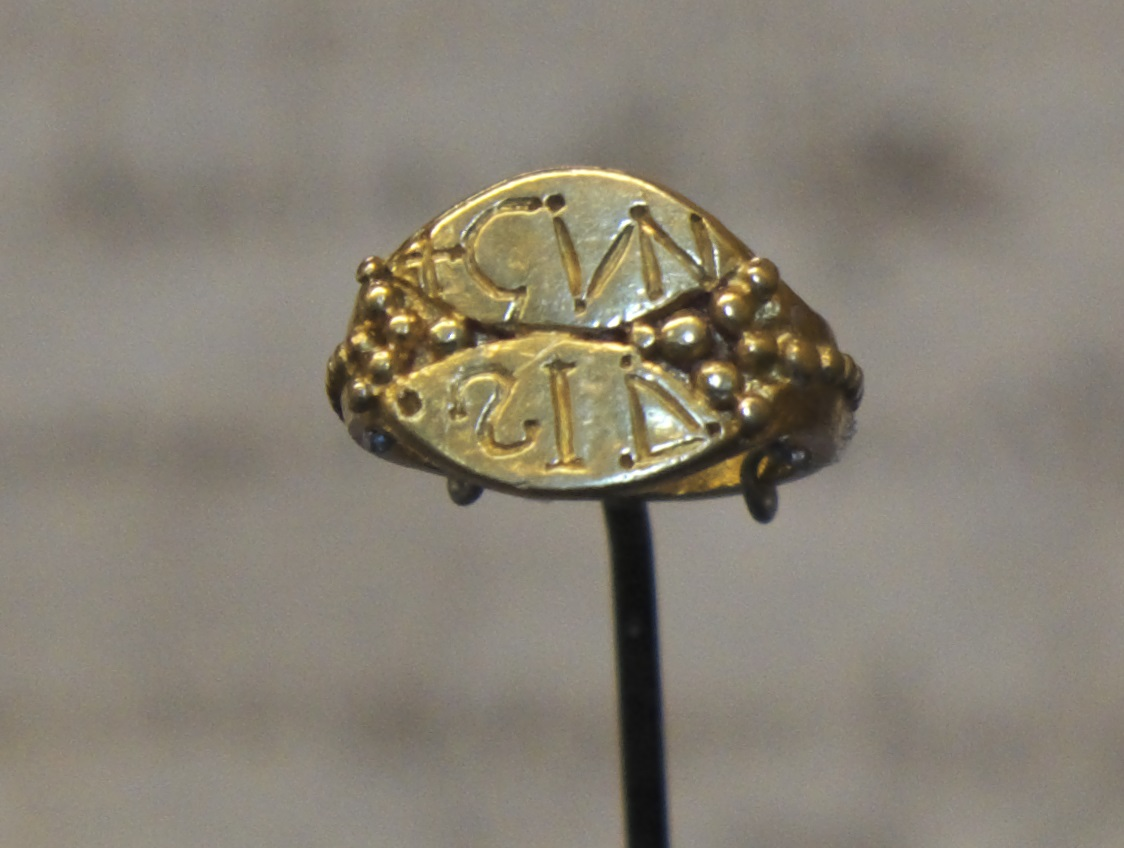
Goldener Siegelring der Ingunde von Austrasien im Musée national du Moyen Âge, Paris

Ingund (Ingunde, Inguthis) (* wohl 567; † 585 in Karthago) war die Gattin des westgotischen Thronfolgers Hermenegild. Sie war eine Tochter des fränkischen Königs Sigibert I. von Austrasien und der Brunichild, die Tochter des westgotischen Königs Athanagild war.

## Leben
Nachdem Ingunds Vater Sigibert I. nach seinem siegreichen Krieg gegen seinen feindlichen Halbbruder Chilperich I., König von Neustrien, Ende 575 ermordet worden war, verbannte Chilperich Sigiberts Gattin Brunichild nach Rouen und ließ ihre Töchter Ingund und Chlodoswinth in Meaux festsetzen.
Der Westgotenkönig Leovigild verheiratete 579 seinen älteren Sohn Hermenegild mit Ingund. Die Ehe war vielleicht von Ingunds Großmutter Goswintha (Goiswintha), die nach dem Tod ihres Gatten Athanagild dessen Nachfolger Leovigild geheiratet hatte, vermittelt worden. Die Schließung dieser Ehe löste einen religiösen Konflikt aus, denn Ingund war wie alle Franken katholischen Glaubens, wogegen die westgotische Königsfamilie am Arianismus festhielt, obwohl die Katholiken den größeren Teil der Reichsbevölkerung ausmachten.
Ingund war laut Gregor von Tours trotz nachdrücklicher Aufforderungen der Königin Goswintha nicht bereit, zum Arianismus überzutreten. Vielmehr soll sie auf ihren Gatten Hermenegild eingewirkt haben, zum katholischen Glauben zu konvertieren. Zur Milderung dieser Spannungen schickte Leovigild seinen Sohn und seine Schwiegertochter nach Sevilla. Von dort aus sollte Hermenegild, der bereits seit 573 Mitkönig war, einen südlichen Teil des Westgotenreichs verwalten.
Ingund fand Unterstützung beim katholischen Bischof Leander von Sevilla. Der gemeinsame Einfluss von Leander und Ingund bewirkte, dass Hermenegild öffentlich zum katholischen Glauben übertrat. Außerdem begann er 579 einen Aufstand gegen seinen Vater. In der Forschung ist umstritten, welches dieser beiden Ereignisse zuerst geschah und ob eines von ihnen die Ursache des anderen war oder kein ursächlicher Zusammenhang zwischen ihnen bestand. Da Ingund damals noch sehr jung war, wird ihr religiöser und politischer Einfluss auf ihren Gatten vielleicht überschätzt. Der Aufstand Hermenegilds wurde von den Sueben sowie den Byzantinern unterstützt, welche Letzteren noch einen kleinen Teil Südspaniens beherrschten. Leovigild strebte zunächst vergeblich eine friedliche Lösung an. Ab 582 ging er mit einer überlegenen Streitmacht gegen seinen Sohn vor und schlug die Rebellion nieder. Anfang 584 kapitulierte Hermenegild. Ingund verblieb mit ihrem kleinen Sohn Athanagild im Machtbereich der Byzantiner, die sie als Geiseln nach Konstantinopel bringen wollten. Der Grund hierfür sei gewesen, dass Ingunds Bruder Childebert II. einen von Kaiser Maurikios finanzierten fränkischen Feldzug gegen die Langobarden 584 vorzeitig abgebrochen hatte; und mit der Verschleppung Ingunds und ihres Sohns habe er Druck auf Childebert auszuüben beabsichtigt. Ingund starb aber unterwegs 585 im byzantinischen Nordafrika im Alter von nur etwa 18 Jahren, Athanagild wurde nach Konstantinopel mitgenommen.
Hermenegild blieb in Haft. 585 wurde er ermordet, angeblich weil er sich weigerte, zum Arianismus zurückzukehren. Die Hintergründe der Tat bleiben unklar, und es ist unsicher, ob sein Vater den Mordbefehl gab.